# العلاقات النيجرية الجنوب سودانية
العلاقات النيجرية الجنوب سودانية هي العلاقات الثنائية التي تجمع بين النيجر وجنوب السودان.

## مقارنة بين البلدين
هذه مقارنة عامة ومرجعية للدولتين:
| وجه المقارنة                                              | النيجر          | جنوب السودان                  |
| --------------------------------------------------------- | --------------- | ----------------------------- |
| المساحة (كم2)                                             | 1.27 مليون      | 619.75 ألف                    |
| عدد السكان (نسمة)                                         | 21.48 مليون     | 12.58 مليون                   |
| الكثافة السكانية (ن./كم²)                                 | 16.91           | 20.3                          |
| العاصمة                                                   | نيامي           | جوبا                          |
| اللغة الرسمية                                             | لغة فرنسية      | لغة إنجليزية                  |
| العملة                                                    | فرنك غرب أفريقي | جنيه جنوب سوداني، جنيه سوداني |
| الناتج المحلي الإجمالي (بليون دولار)                      | 8.12 مليار      | 2.90 مليار                    |
| الناتج المحلي الإجمالي (تعادل القوة الشرائية) بليون دولار | 19.01 مليار     | 22.88 مليار                   |
| الناتج المحلي الإجمالي الاسمي للفرد دولار أمريكي          | 358             | 73                            |
| الناتج المحلي الإجمالي للفرد دولار أمريكي                 | 938             | 2.02 ألف                      |
| مؤشر التنمية البشرية                                      | 0.348           | 0.467                         |
| رمز المكالمات الدولي                                      | +227            | +211                          |
| رمز الإنترنت                                              | .ne             | .ss                           |
| المنطقة الزمنية                                           | ت ع م+01:00     | ت ع م+03:00                   |

## منظمات دولية مشتركة
يشترك البلدان في عضوية مجموعة من المنظمات الدولية، منها:
| علم المنظمة | اسم المنظمة                               | تاريخ انضمام النيجر | تاريخ انضمام جنوب السودان |
| ----------- | ----------------------------------------- | ------------------- | ------------------------- |
|             | مؤسسة التنمية الدولية                     | 24 أبريل 1963       | 18 أبريل 2012             |
|             | يونسكو                                    | 10 نوفمبر 1960      | 27 أكتوبر 2011            |
|             | وكالة ضمان الاستثمار متعدد الأطراف        | 10 مايو 2012        | 18 أبريل 2012             |
|             | الأمم المتحدة                             | 20 سبتمبر 1960      | 14 يوليو 2011             |
|             | الاتحاد البريدي العالمي                   | ?                   | ?                         |
|             | البنك الدولي للإنشاء والتعمير             | 24 أبريل 1963       | 18 أبريل 2012             |
|             | الاتحاد الدولي للاتصالات                  | 14 نوفمبر 1960      | 3 أكتوبر 2011             |
|             | مؤسسة التمويل الدولية                     | 7 يناير 1980        | 18 أبريل 2012             |
|             | المركز الدولي لتسوية المنازعات الاستشارية | 14 ديسمبر 1966      | 18 مايو 2012              |
|             | منظمة الشرطة الجنائية الدولية             | ?                   | ?                         |
|             | الاتحاد الأفريقي                          | ?                   | ?                         |
|             | البنك الإفريقي للتنمية                    | ?                   | ?                         |

## وصلات خارجية
- موقع وزارة الخارجية الجنوب سودانية